# Velimir Ivić
Velimir Ivić (serbisch-kyrillisch Велимир Ивић; * 27. August 2002 in Belgrad) ist ein serbischer Schachspieler. Seit 2020 trägt er den Titel Großmeister im Schach.

## Karriere
Ivić erreichte im Verlauf des Jahres 2017 die Bedingungen für den Titel als Internationaler Meister bei Turnieren in Ungarn, Serbien und Montenegro und bekam den Titel entsprechend im April 2018 von der FIDE zugesprochen.
Im Oktober 2018 erreichte Ivić schließlich seine erste Großmeister-Norm beim European Club Cup im griechischen Chalkidiki. Weitere Normen konnte er im März 2019 erzielen, zunächst bei dem Polufinale pojedinacnog prvenstva Srbije in Kragujevac, dann bei der Schacheuropameisterschaft in Skopje. Durch die erfolgreich bestrittenen Turniere überschritt Ivić in der Wertungsliste im April 2019 auch die Elo-Zahl von 2500, die für den Titel notwendig wäre. Im August 2019 erzielte er zudem bei der Serbian League eine ausreichend gute Leistung, sodass die FIDE ihm im Februar 2020 auch offiziell den Großmeister-Titel verlieh.
Bei den Schacholympiaden war Ivić in Batumi 2018 als Reservebrett an acht Partien, in Chennai 2022 als zweites Brett an neun Partien und in Budapest 2024 wieder als Reservebrett an zehn Partien des serbischen Teams beteiligt.
Velimir Ivić schaffte es im Juni 2025 erstmals in die Top 100 der FIDE-Weltrangliste.

## Verein
Ivić spielte für den SK Kirchweyhe ab der Saison 2019/20, zunächst in der deutschen Oberliga eine Partie, danach in der 2. Schachbundesliga und schließlich in der Schachbundesliga. Seit 2023 ist er für Werder Bremen tätig, wo er erneut zur Stammbesetzung des Teams gehört.